# La Sabana, Puebla
La Sabana är en ort i Mexiko.   Den ligger i kommunen Tenampulco och delstaten Puebla, i den sydöstra delen av landet, 200 km öster om huvudstaden Mexico City. La Sabana ligger 98 meter över havet och antalet invånare är 101.
Terrängen runt La Sabana är platt åt nordost, men åt sydväst är den kuperad. Runt La Sabana är det ganska tätbefolkat, med 62 invånare per kvadratkilometer. Närmaste större samhälle är Agua Dulce, 19,0 km norr om La Sabana. Omgivningarna runt La Sabana är huvudsakligen savann.